# Armas Ståhlberg

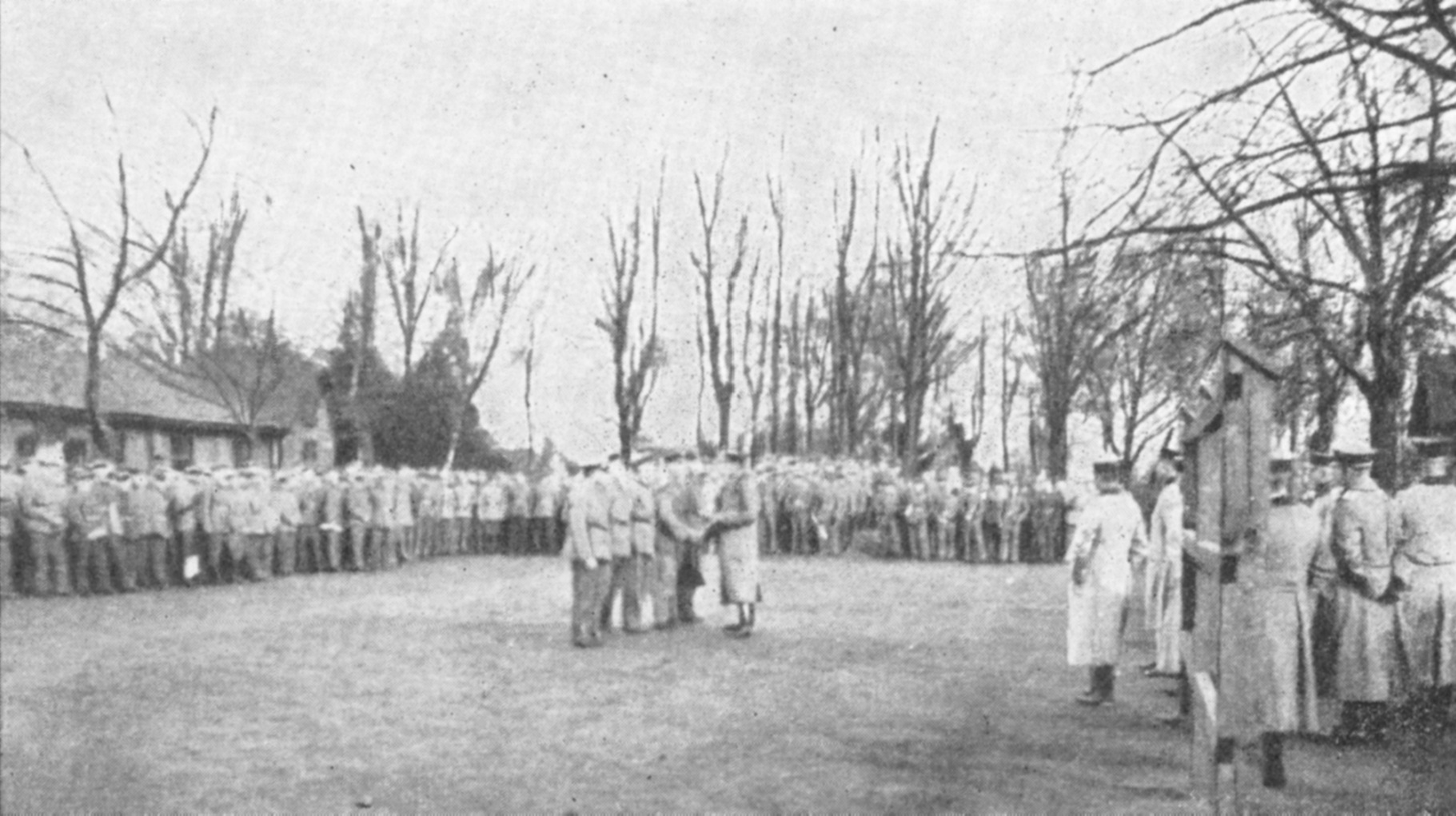
Befordran i Lockstedter Lager 6 februari 1916. Till Oberzugführer befordrades Runar Appelberg, Karl Mandelin, Armas Ståhlberg, Walter Horn, Gabriel von Bonsdorff, Harald Öhquist.

Kaarlo Armas Ståhlberg, född 15 april 1892 i Helsingfors, död 14 april 1918 i Joutseno, var en finländsk militär.
Ståhlberg tog studentexamen i Helsingfors 1910, fil.kand. vid Helsingfors universitet 1915. Den 11 mars 1915 anslöt han sig till jägarrörelsen och stred vid Misse-floden, Rigabukten och Aa-floden 1916–17. Den 11 februari 1918 kom han till Finland som major. Den 24 mars blev han kommendör för 3. karelska regementet.
Armas Ståhlberg blev en av frihetskrigets legender. I Tyskland vid Aa hade han den 21 januari 1917 framför ledet skjutit jägaren Sven Saarikoski, som vägrat att delta i strid med hänvisning till sjukdom. Därför kom det hot mot honom från övriga jägare, att om han inte stupade i strid så skulle han dö strax efter kriget. 
Han var en av dem som skapade ett militärt kommandospråk på finska.
Ståhlberg kom till Vasa med huvudtruppen av jägarbataljonen. Han var hård mot underordnade, djärv och envis. Han stupade i slaget vid Joutseno. Det finns ett minnesmärke över honom där. Ilmari Turja skrev ett skådespel "Jääkäri Ståhl" och Ilkka Kuusisto komponerade en opera om ämnet. 
Ståhlberg begravdes först i Imatra, men fördes sedan till släktgraven i Helsingfors. 
Han var son till Karl Emil Ståhlberg som var Kaarlo Juho Ståhlbergs kusin.